# Agalinis plukenetii
Agalinis plukenetii là loài thực vật có hoa thuộc họ Cỏ chổi. Loài này được (Elliott) Raf. mô tả khoa học đầu tiên năm 1837.